# Иван де Рубертис
Иван де Рубертис (итал. Giovanni de Rubertis; Аквавива Колекроче, 25. децембар 1813 — Аквавива Колекроче, 20. април 1889) био је српски песник, преводилац и дописни члан Српског ученог друштва.

## Биографија
Иван де Рубертис је рођен 25. децембра 1813. године у масту Аквавива Колекроче, покрајина Молизе, на југу Италије.
Био је директор гимназије у месту Казакаленда и кључни човек за очување националне свести и идентитета међу Србима у Молизеу. Са њим је био велики пријатељ Медо Пуцић чије је песме преводио на италијански језик.
Ристо Ковачић је, приликом својих истраживања о Србима на југу Италије, посетио Ивана де Рубертиса 1884. године. Од јануара 1885. године је постао дописни члан Српског ученог друштва.